# Christian Blanc (pilote automobile)
Pas d'image ? Cliquez ici
Pour les articles homonymes, voir Christian Blanc (homonymie) et Blanc (homonymie).
Christian Blanc, né le 4 septembre 1949 à Billens et mort le 2 septembre 1997 à Rolle, est un pilote automobile suisse, engagé en rallyes automobiles.

## Biographie
Membre de l’écurie Rolloise pendant la majorité de sa carrière, Christian Blanc est dans les années 1970 un pilote amateur suisse. En fonction de ses moyens, il court en courses de côtes, en slaloms, en circuit, mais surtout en championnat suisse des rallyes de 1975 à 1985. Il a été un des principaux acteurs de ce championnat aux côtés de pilotes tels que Jean-Pierre Balmer ou Éric Ferreux notamment.
En 1977 et 1978, il court au Mans, dans la catégorie des prototypes 2 litres, au volant d'une Lola T296 rouge, à moteur Ford Cosworth BDG, inscrite par le Groupement Vaudois des Écuries Automobiles (GVEA). En 1977 il partage le volant de la voiture avec Frédéric Alliot et Georges Morand et en 1978 avec Éric Vuagnat et Georges Morand. Ces deux participations se sont soldées par des abandons sur ennuis mécaniques (boîte de vitesses et moteur).
Durant ses années d'activité en championnat suisse des rallyes, il a couru sur divers marques de véhicules notamment :
- Simca Rallye 2 ;
- Opel Kadett C GT/E ;
- Toyota Celica groupe B (1 saison) ;
- Porsche 911 Carrera RS et 911 SC ;
- Lancia Rally 037

En 1979, il s'aligne au départ du Rallye de Monte-Carlo au volant d'une Opel Kadett GT/E et termine 38e au classement général et 2e de la classe 1. Il s'y aligne également en 1980, mais cette fois-ci au volant d'une Porsche 911 Carrera RS et termine 22e au classement général et 4e de la classe 3/4.
Lors de ces deux participations, comme pour la majorité de sa carrière, il avait Georges Bubloz (dit Jo) comme copilote.
Au début des années 1980, il a été un des premiers pilotes au monde à acheter, en tant que privé, une Lancia Rally 037 neuve (une version course et une version routière), qui faisait alors les grandes heures du championnat du monde des rallyes, face aux célèbres Audi Quattro Sport notamment. Durant les années où il pilote cette voiture, il fait partie du Lugano Racing Team.
Déjà devenu un des protagonistes de pointe du championnat suisse des rallye, il décide de s'y aligner au volant de cette voiture. Il s'adjuge d'ailleurs des victoires scratch au rallye de Court, au rallye des Alpes Vaudoises et au rallye de St-Cergue.
En 1981, il est sacré vice-champion suisse avec son épouse Christiane Blanc comme copilote. Il manque le titre de champion suisse à cause d'une sortie de route dans le dernier rallye de la saison alors qu'il tentait de le gagner, bien qu'une cinquième place aurait été suffisante pour obtenir le titre de champion suisse. 
En 1982, il ne prend pas part au championnat suisse.
Au terme de la saison 1983, il vend sa Lancia Rally 037 de course et celle de route à Christian Jaquillard.  
Il arrête de courir à la fin de la saison 1984. 
Il est décédé en 1997 à l'âge de 48 ans.

## Palmarès

### Titres
- 1981 : Vice-champion Suisse sur Porsche 911 SC[1],[2].

### Principales victoires en championnat de Suisse des rallyes[1],[2],[3]
- 1981 : Rallye de St-Cergue sur Porsche 911 SC ;
- 1981 : Rallye de Court sur Porsche 911 SC ;
- 1983 : Rallye des Alpes Vaudoises sur Lancia Rally 037 ;
- 1983 : Rallye de St-Cergue sur Lancia Rally 037.

### Participations en championnat de Suisse des rallyes[1],[2],[3]
- Rallye des neiges : 1981 sur Porsche 911 SC ;
- Critérium Jurassien : 1981 sur Porsche 911 SC ;
- Rallye de St-Cergue : 1981 sur Porsche 911 SC ;
- Coppa Liburna : 1981 sur Porsche 911 SC ;
- Rallye de Court : 1981 sur Porsche 911 SC ;
- Critérium Neuchatelois : 1983 sur Lancia Rally 037 ;
- Rallye des Alpes Vaudoises : 1983 sur Lancia Rally 037 ;
- Rallye du Gotthard : 1983 sur Lancia Rally 037 ;
- Rallye de St-Cergue : 1983 sur Lancia Rally 037 ;
- Rallye International du Vin et du Valais : 1983 sur Lancia Rally 037 ;

### Participations en championnat d'Europe des rallyes (ERC)[1]
- Rally Internazionale della Lana : 1983 sur Lancia Rally 037 ;
- Rallye International du Vin et du Valais : 1983 sur Lancia Rally 037 ;

### Participations en championnat du monde des rallyes (WRC)[1]
- Rallye de Monte-Carlo : 1979 sur Opel Kadett GT/E (38e au général, 2e de la classe 1)
- Rallye de Monte-Carlo : 1980 sur Porsche Carrera RS (22e au général, 4e de la classe 3/4)

### Participation aux 24 Heures du Mans
- 1977 sur Lola T296 - No 30 - Abandon à la 3e heure sur problème de boîte de vitesses[4],[5].
- 1978 sur Lola T296 - No 26 - Abandon à la 12e heure sur problème moteur[4],[5].